# The Lovebirds
The Lovebirds ist ein portugiesischer Episodenfilm aus dem Jahr 2007 von Bruno de Almeida. Nachdem der Film seine Weltpremiere am 18. Juni 2007 hatte, lief er regulär am 13. März 2008 in den portugiesischen Kinos an.

## Handlung
Vor dem Hintergrund der Stadt Lissabon zeigt der Film sechs zeitgleich verlaufende Geschichten. Sie zeigen verschiedene Facetten zwischenmenschlicher Beziehungen: Liebe, Trauer, Freundschaft, Einsamkeit, Leidenschaft und Hoffnung. Ein kürzlich verwitweter US-Amerikaner verfolgt eine Frau, die er in der U-Bahn sah, durch die Gassen der Alfama, und endet im Kreis ihrer herzlichen Familie. Zwei Kleinkriminelle verbindet eine ungleiche Freundschaft. Ein alternder Regisseur dreht einen letzten Film über einen Boxer (Fernando Lopes, in Anspielung auf seinen Belarmino). Ein besessener Archäologe (gespielt von Sopranos-Schauspieler John Ventimiglia), ein eingewanderter Taxifahrer mit dramatischen Liebesverstrickungen, und ein fremdgehender Pilot sind weitere Figuren.

## Rezeption
Dieser Independentfilm ist auch eine Liebeserklärung an die Stadt Lissabon, die hier mit atmosphärischen Bildern und durch präzise gezeichnete Charaktere aus verschiedenen Blickwinkeln in Szene gesetzt wird. Im Zusammenspiel seiner lebendig erzählten, sehr verschieden angelegten Episoden entwickelt der Film eine besondere, von Melancholie und Fröhlichkeit zugleich geprägte Atmosphäre. Das von José Mário Branco geschriebene Filmthema wird passend dazu von Fado-Sänger Camané gesungen.
The Lovebirds gewann 2008 Preise beim Filmfestival von Ourense und beim Fantasporto-Festival. und erschien 2008 bei Midas Filmes als DVD.